# 内藤はるみ (タレント)
内藤 はるみ（ないとう はるみ、1963年11月21日 - ）は、日本の元グラビアアイドル、元タレント。東京都出身。血液型A型。埼玉大学教育学部卒業。

かつてCQ出版社から雑誌「CQ パーソナル無線」のマスコット&カバーガールとしてパーソナル無線愛好者のアイドルで全国各地で取材活動を行っており、無線愛好者に大人気であった。

## 人物
1983年、一般大学生をモデルに募集したリクルート社の女子大生向けリクルートファッションショーに出場し会場で事務所にスカウトされたことをきっかけに芸能界入り（本人談）。
特技はテニス、スキー、ピアノ、ジャズダンス、バトントワリング。趣味は手芸（編み物）、カラオケ。
1980年代当時は清楚なお嬢さん風のイメージで、主に雑誌グラビア、テレビ、ラジオパーソナリティなどマルチタレントとして活動していた。

## 主な出演番組

### テレビ
- 貴女も社長ハイ&ロー（TBS・アシスタントの「スペードガール」として）
- 激生!スポーツTODAY（テレビ東京・キャスター）
- 天才・たけしの元気が出るテレビ!!（日本テレビ・フラワー商店街危機一髪!　浦安のお嬢さん平野はるみ役）
- NASAスペースシャトル特番（TBS・レポーター）

### ラジオ
- ミスDJリクエストパレード（文化放送・水曜パーソナリティー）1985年1月〜3月

### CM
- 花王『花王メリット シャンプー』
- 花王『花王バブ』
- マクドナルド
- NEC『ワープロ文豪』

## その他

### 雑誌
- CQ出版社『CQ パーソナル無線』（月刊誌マスコット&カバーガール）
- 集英社『週刊プレイボーイ』（水着グラビア）

### ポスター
- 富士銀行（店頭ポスター）

### ビデオ
- バイリンガル英会話スクール（英会話ビデオ）